# یونیکس فایل سیستم
سیستم فایل یونیکس (به انگلیسی: Unix file system) یا (UFS) یک سیستم فایل است که توسط بیشتر سیستم عامل‌های یونیکس و شبه یونیکس استفاده می‌شود. این سیستم فایل همچنین سیستم فایل سریع برکلی، سیستم فایل سریع بی‌اس‌دی یا FFS نامیده می‌شود.